# One, Two, Buckle My Shoe (romance)
One, Two, Buckle My Shoe (bra: Uma Dose Mortal;[carece de fontes?] prt: O Enigma do Sapato) é um romance policial da escritora inglesa Agatha Christie, publicado pela primeira vez no Reino Unido em novembro de 1940.

## Enredo
Pouco depois da visita de Hercule Poirot ao dentista, o profissional é encontrado morto. Tudo indica que se trata de um suicídio.
O inspetor-chefe Japp da Scotland Yard, convida seu amigo Poirot para participar nessa investigação, que é concluída rapidamente com a morte de outro paciente que esteve no consultório no mesmo dia. A opinião do tribunal é que o dentista se suicidou após ter matado o paciente, ao ter injetado, por engano, uma dose excessiva de anestésico.
No entanto, Poirot não fica satisfeito. Há outros fatos inexplicáveis misturados nessa história e que ele precisa entender. Outros pacientes do doutor, que estiveram no consultório naquele mesmo dia, poderiam estar envolvidos: um grande financeiro, a senhora que usava um estranho par de sapatos, e que mais tarde desapareceu, um jovem revolucionário com cara de assassino (apaixonado pela sobrinha do financeiro) e o noivo da secretária do dentista.
1. ↑  «O Enigma do Sapato». www.wook.pt
2. ↑  Ford, Peter (1987), Collins crime club: a checklist of the first editions., ISBN 1871122015 (em inglês), Oak Knoll, OCLC 948514771